# Hankook Tire

«Hankook Tire» (кор. 한국 타이어) — південнокорейський виробник шин для легкових автомашин, автомобілів для активного відпочинку, легких вантажних машин, вантажних машин, мініавтобусів і автобусів.

## Історія
Фірма була заснована в 1941 році як «Chosun Tire Company».
Перша європейська філія була відкрита у Франції в 1996 році. 

Зараз у «Hankook Tire» є філії в Німеччині, Англії, Італії, Нідерландах, Іспанії, Туреччини, Росії та Угорщини.
З сезону 2011 «Hankook Tire» є монопольним постачальником шин для DTM

## Інновації
Протягом багатьох років Hankook продовжує працювати над інноваційними проектами, які можуть відкрити нові горизонти для розробки нових шин. У 2012 році Hankook та Університет Цинциннаті погодились працювати разом над проектом «Нові шини для майбутнього». У тому ж році вони працювали над 3 великими проектами, які пізніше були представлені на Sema (2012). 
- TilTread, Революція спортивної шини. Tiltread - це технологія, спрямована на забезпечення динамічних поворотів шляхом нахилу непневматичної шини. Це запобігає непотрібному зносу протектора.
- Motiv (позашляхові шини). Це шини, створені для бездоріжжя. Сама шина складається з гнучких поліуретанових блоків, які рухаються окремо, беручи до уваги форму поверхні. Центри нахилу, в свою чергу, забезпечують максимальне зчеплення з допомогою протектора.
- eMembrance - це технологія, яка дозволяє витрачати менше палива, зменшуючи опір коченню і використовуючи менше енергії. Крім того, ця технологія поширюється на особливості протектора для кращого зчеплення і кращого проходження поворотів.

У 2014 році компанія Hankook представила новий девіз для інновацій: "Великий виклик для великих змін". Проекти, над якими вони працювали в 2014-2015 роках, були викликані серйозними кліматичними змінами, які можуть відбутися через глобальне потепління. Проект визнав, що шини можуть виконувати важливу роль у пересуванні в разі таких змін. Таким чином, Hankook створив 3 концепти шин.
- Boostrac. Ці шини мають посилену змінну структуру блоків протектора. Ці блоки розширюються у всіх напрямках і забезпечують рух, який є найбільш ефективним для пересування пустелею.
- Alpike. Ця концепція шини була розроблена для руху по нерівній місцевості. Його конструкція має додатковий підігрів та додатковий протектор, які разом забезпечують оптимальне зчеплення. Крім того, конструкція має шпильки, які можуть виставлятися між блоками для підвищення рівня прохідності в снігу та льоду.
- Hyblade. Цей концепт шини характеризується гарним водозабором і працює на основі принципу "водяного колеса", який додає стійкість з метою збільшення рушійної сили.

У 2016 році компанія Hankook оголосила про свій інноваційний проект під гаслом "Connect to the Connected World". З допомогою цього проекту Hankook показує важливість реалізації нескінченних можливостей шини з урахуванням перспектив майбутнього. Щоб показати корпоративне бачення майбутнього пересування через шини, компанія представила серію концептуальних проектів.
- Magfloat. Цей пристрій вміщує одну людину та може рухатися зі швидкістю до 20 км/год. Його можна використовувати в приміщенні. Він працює з допомогою магнітного поля, використовуючи принцип розширення та обертання для переміщення.
- Flexup. Цей футуристичний засіб пересування з одним колесом може перевозити лише 1 людину. Він дозволяє рухатися за принципом нахилу. Його колесо призначене для вільного руху вздовж рівної поверхні та підйому по сходах.